# Элеонора Нейбургская
Элеоно́ра Не́йбургская (нем. Eleonore von Pfalz-Neuburg, чеш. Eleonora Falcko-Neuburská, венг. Eleonóra Pfalz–Neuburgi), или Элеоно́ра Магдали́на Тере́зия Пфа́льц-Не́йбургская (нем. Eleonore Magdalene Therese von Pfalz-Neuburg; 6 января 1655, Дюссельдорф, пфальцграфство Нейбург — 19 января 1720, Вена, эрцгерцогство Австрия ) — принцесса из дома Виттельсбахов, урождённая принцесса Пфальцская, дочь Филиппа Вильгельма, курфюрста Пфальца. Третья жена императора Леопольда I; в замужестве — императрица Священной Римской империи, королева Германии, Венгрии и Чехии, эрцгерцогиня Австрийская и графиня Тирольская. Бабушка императрицы Марии Терезии.
Одна из самых образованных и добродетельных женщин своего времени. Переводила библейские тексты с латинского на немецкий язык. Участвовала в государственных делах во время правления мужа и сыновей. За несколько месяцев личного правления империей и владениями дома Габсбургов на правах регента заключила Сатмарский мир, закрепивший правление её потомков в венгерском королевстве. До замужества и после вдовства вела аскетический образ жизни. Активно занималась благотворительностью.

## Биография

### Ранние годы
Элеонора родилась в Дюссельдорфе ночью 6 января 1655 года. Она была первым ребёнком и старшей дочерью в многодетной семье Филиппа Вильгельма, пфальцграфа Нейбурга, герцога Юлиха и Берга, будущего курфюрста Пфальца и его второй супруги Елизаветы Амалии, принцессы из Дармштадтской ветви Гессенского дома. По отцовской линии приходилась внучкой Вольфгангу Вильгельму, пфальцграфу Нейбурга, герцогу Юлиха и Берга и Магдалине Баварской, принцессе из дома Виттельсбахов. По материнской линии была внучкой Георга II, ландграфа Гессен-Дармштадта и Софии Элеоноры Саксонской, принцессы из дома Веттинов. Среди её сестёр были Мария София, в будущем супруга короля Португалии Педру II, и Мария Анна, в будущем супруга короля Испании Карла II.
Сразу после рождения принцесса была крещена Бенедиктом Лайссом, настоятелем Альтенбургского аббатства с именами Элеонора Магдалина Терезия. В честь её рождения придворный капеллан и поэт иезуит Иоганн Якоб Бальде сочинил гекзаметром на латыни стихотворение «Песнь гениальной Элеоноры» (лат. Eleonorae geniale carmen), которое перевёл на немецкий язык. Впоследствии он стал духовником Элеоноры и был им до самой смерти. В августе 1655 года она вместе с родителями переехала из Дюссельдорфа в Нейбург. 11 сентября 1611[когда?] года в придворной церкви в Нейбурге принцесса получила миропомазание от Маркварда II, князь-епископа Айхштета. Родители воспитали дочь в благочестии и дали ей хорошее образование. Она свободно владела латинским, французским и итальянским языками, переводила на немецкий язык библейские тексты и духовную литературу, хорошо разбиралась в теологии, увлекалась музыкой и искусством. Особой страстью принцессы было чтение. Недолгое время она увлекалась охотой и танцами. С сентября 1672 года Элеонора жила с матерью в замке Бенрат, где к ней была приставлена фрейлина, следившая за соблюдением этикета.
Уже в раннем детстве в Элеоноре проявилось религиозное чувство. Ей было четыре года, когда увидев Распятие, она расплакалась, сочувствуя Иисусу Христу. Принцесса придерживалась ежедневной молитвенной практики, включавшей флагелляцию и тайное ношение вериг, каждый день она участвовала в богослужении, навещала больных, творила милостыню. Находясь среди бедняков, Элеонора просила их относиться к ней не как к монаршей особе, а как к простому человеку, потому что считала всех людей одинаково дорогими Богу. 2 февраля 1669 года принцесса вступила в Братство Скорбящей Богоматери у Креста, членом которого она оставалась всю свою жизнь. Особое покровительства Элеонора оказывала монастырям кармелиток в Дюссельдорфе и Нейбурге. Она даже хотела стать монахиней-кармелиткой, но родители не позволили ей. Пять монарших особ просили её руки, и всем Элеонора отказала. Одним из тех, кто получил отказ принцессы, был вдовец Яков II, король Англии и Шотландии, посватавшийся к ней в 1671 году.

### Брак

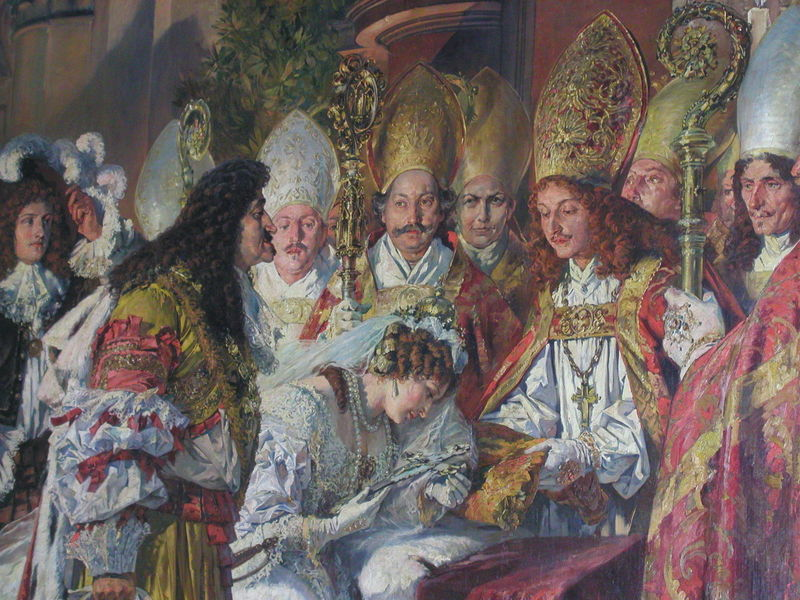
Ф. Вагнер. Бракосочетание Леопольда I и Элеоноры Нейбургской. 1890. Ратуша, Пассау

В апреле 1676 года император Священной Римской империи Леопольд I, овдовев во второй раз, начал поиски новой супруги. К этому его побуждало отсутствие в предыдущих браках наследника мужского пола. На этот раз выбор императора остановился на принцессе Элеоноре, которая обошла баварскую принцессу Марию Анну, датскую принцессу Ульрику Элеонору и ряд других. На стороне пфальцской принцессы благодаря дипломатическим усилиям её отца были папский нунций при императорском дворе в Вене и испанский король. Противники Элеоноры при дворе, напротив, распространяли слухи о том, что у неё якобы плохое здоровье и уродливая внешность. Однако слухи не остановили жениха, который был старше своей избранницы на пятнадцать лет. К тому же отец невесты постарался, чтобы Леопольду I показали портрет его дочери, написанный заранее по его заказу.
Переговоры о браке принцессы и императора начались в апреле 1676 года. С этой целью в Вену прибыл эмиссар нейбургского пфальцграфа, которому удалось заручиться поддержкой  вдовствующей императрицы, мачехи Леопольда I, и ряда высокопоставленных придворных, включая канцлера. В августе 1676 года в Нейбург прибыл личный врач императора, чтобы осмотреть принцессу. Вернувшись в  сентябре в Вену, он дал официальное заключение, что она здорова. В том же месяце из-за смерти бывшей тёщи, император приостановил переговоры о браке. Окончательное решение Леопольд I принял во второй половине октября. Элеонору известие о том, что она станет императрицей не обрадовало. Принцесса хотела прожить жизнь девственницей. Но ей пришлось подчиниться воле родителей. 25 ноября 1676 года состоялась официальная церемония обручения. Ввиду родства жениха и невесты разрешение на брак было предоставлено римским папой Иннокентием XI. Приданое Элеоноры составило сто тысяч флоринов.
Первая встреча императора и принцессы имела место за два дня до свадьбы и произвела на обоих благоприятное впечатление. Бракосочетание состоялось 14 декабря 1676 года в Пассау. Церемония прошла в дворцовой часовне князя-епископа Пассау и носила частный характер. На свадьбу не были приглашены послы и дипломаты иностранных держав. Тем не менее, церемония бракосочетания была помпезной, а последовавшие за ней торжества длились несколько дней. В качестве свадебного подарка невеста получила от жениха знаменитый бриллиант. 7 января 1677 года императорская чета прибыла в Вену.

### Потомство
В браке императора Леопольда I (9.6.1640 — 5.5.1705) и императрицы Элеоноры родились десять детей, из которых до совершеннолетия дожили только пятеро:
- Йозеф (26.7.1678 — 17.4.1711), эрцгерцог Австрийский, с 1705 года суверенный король Венгрии (номинальный король Венгрии с 1687 года) и Чехии, император Священной Римской империи под именем Иосифа I, 24 февраля 1699 года сочетался браком с Вильгельминой Амалией Брауншвейг-Люнебургской (21.4.1673 — 10.4.1742), принцессой из дома Вельфов;
- Мария Кристина Йозефа (род. и ум.  18.6.1679), эрцгерцогиня Австрийская, умерла сразу после рождения;
- Мария Елизавета (13.12.1680 — 26.8.1741) — эрцгерцогиня Австрийская, с 1725 года штатгальтер Нидерландов под правлением дома Габсбургов;
- Леопольд Йозеф (2.6.1682 — 3.8.1684), эрцгерцог Австрийский, умер в младенческом возрасте;
- Мария Анна Йозефа (7.9.1683 — 14.8.1754) — эрцгерцогиня Австрийская, 27 октября 1708 года сочеталась браком с Жуаном V (22.10.1689 — 31.7.1750), королём Португалии;
- Мария Терезия (22.8.1684 — 28.9.1696), эрцгерцогиня Австрийская, умерла в отроческом возрасте;
- Карл Франц Йозеф (1.10.1685 — 20.10.1740), эрцгерцог Австрийский, с 1711 года король Венгрии под именем Карла III и король Чехии под именем Карла II, император Священной Римской империи под именем Карла IV, с 1714 года герцог Люксембурга под именем Карла V, с 1735 года герцог Пармы под именем Карла II, 23 апреля 1708 года сочетался браком с Елизаветой Кристиной Брауншвейг-Вольфенбюттельской (28.8.1691 — 21.12.1750), принцессой из дома Вельфов[К 1];
- Мария Йозефа (6.3.1687 — 14.4.1703), эрцгерцогиня Австрийская;
- Мария Магдалина (26.3.1689 — 1.5.1743), эрцгерцогиня Австрийская;
- Маргарита Мария (22.7.1690 — 22.4.1691), эрцгерцогиня Австрийская, умерла в младенческом возрасте.

### Императрица и королева

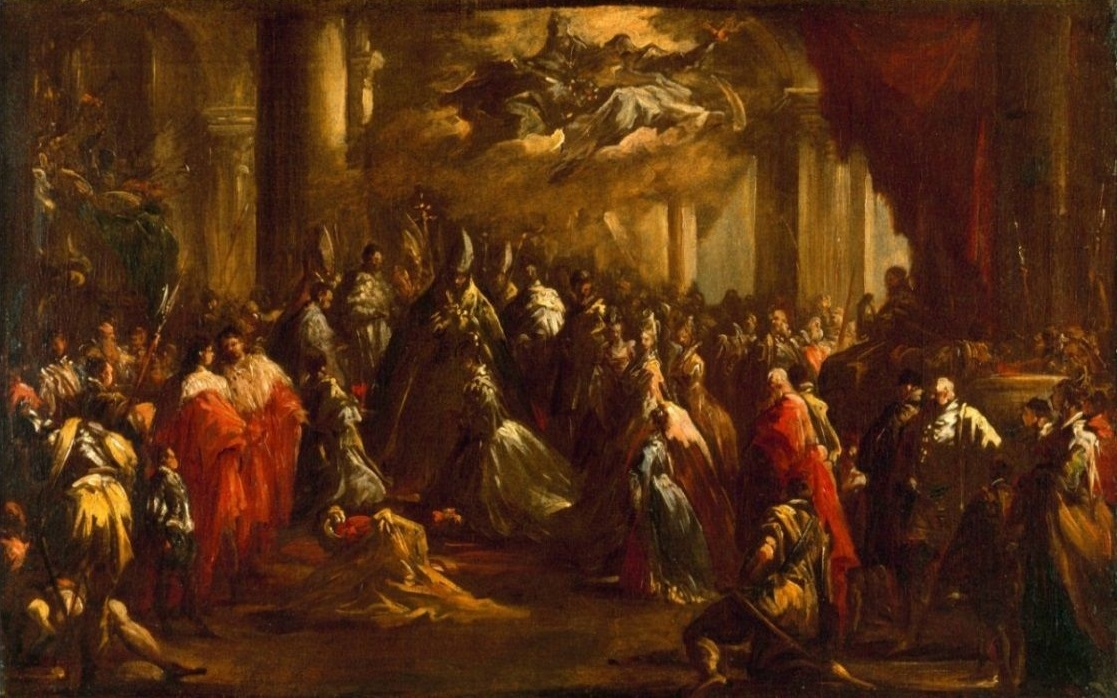
Дж. А. Пеллегрини. Коронация Элеоноры Нейбургской как императрицы. 1713—1715. Замок Бенсберг, Бенсберг

Уже в первые годы супружества Элеоноре пришлось столкнуться с большими испытаниями. В 1679 году в Вене разразилась эпидемия чумы, и императорская семья бежала в Мариацелль, затем в Прагу. Но чума добралась и до этих мест. К тому же началось восстание крестьян, и из чешского королевства Элеонора с детьми переехала в замок в Линце. Не меньшую опасность, чем эпидемии и восстания, представляла Османская империя. В июле 1683 года императорская семья снова покинула Вену и переехала в Пассау из-за угрозы со стороны мусульман-турок, которые в сентябре того же года потерпели под Веной сокрушительное поражение. 
Элеонора не была коронована супругом сразу после брака. 9 декабря 1681 года, по просьбе венгерской аристократии, в Прессбурге состоялась её коронация как королевы Венгрии, а 19 января 1690 года в соборе Посещения Девы Марии в Аугсбурге она была коронована императрицей Священной Римской империи. На момент коронации Элеонора была беременна последним десятым ребёнком.
Вместе с супругом, императрица принимала участие в управлении государством. В 1686 году ею был восстановлен Благороднейший орден Звёздного креста, учреждённый её предшественницей. Элеонора часто выполняла функцию секретаря Леопольда I, особенно в последние годы жизни императора, когда он сильно болел. В этом ей помогало знание языков. Она сопровождала его на рейхстаг в Аугсбурге в 1689 году. Императрица поддерживала интересы пфальцского курфюршества при императорском дворе в Вене и покровительствовала своей многочисленной родне. Овдовев в 1705 году, она надела траур по любимому мужу, который не сняла до конца своей жизни. Вдовствующая императрица продолжила влиять на дела государства через сына, императора Иосифа I. По этой причине у неё не сложились отношения с его женой, императрицей Вильгельминой Амалией. После смерти Иосифа I, решением Тайного совета, Элеонора стала регентом до возвращения из испанского королевства сына, нового императора Карла VI, и фактически правила империей с апреля по декабрь 1711 года. Венцом краткого правления Элеоноры стал Сатмарский мир, закрепивший правление дома Габсбургов в венгерском королевстве.
Императрица всегда уделяла большое внимание делам благочестия и милосердия; её щедрость по отношению к людям, попавшим в беду, практически не имела границ. Она не только строила больницы и приюты, поддерживала многочисленные братства, церкви и монастыри, не только выкупала у мусульман христиан-заложников, раздавала милостыню и навещала больных в госпиталях, но и вникала в суть их проблем, стараясь помочь каждому, чем только могла. 9 мая 1684 года императрица получила Золотую розу — награду от римского папы Иннокентия XI. Некоторое время духовником Элеоноры был монах-капуцин, блаженный Марк из Авиано. Императорская чета совершала совместные паломничества к чудотворному образу Богоматери в Альтэттинг. Другой чудотворный образ Девы Марии из города Пёч, известный как «Плачущая Мадонна», был поставлен ими в соборе святого Стефана в Вене.

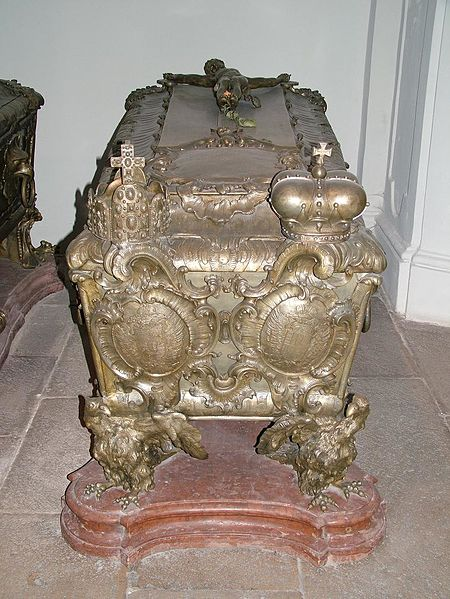
Гробница императрицы. Императорский склеп, Вена

### Поздние годы
Последние годы жизни вдовствующая императрица жила как монахиня. В своём завещании она указала слугам, бывшим свидетелями её подвижнической жизни, никогда и никому об этом не рассказывать. 1 января 1720 года, во время подготовки к таинству исповеди, у Элеоноры случился инсульт, приведший к парализации правой стороны тела. Её соборовали и причастили. Она успела преподать материнское благословение детям и внукам, собравшимся у её кровати. С особенным участием за ней ухаживала вдова старшего сына Вильгельмина Амалия, с которой когда-то у Элеоноры были сложные отношения. Теперь вдовствующие императрицы были близки друг другу. 
Элеонора Нейбургская умерла днём 19 января 1720 года. 24 мая того же года её похоронили в Императорском склепе в церкви капуцинов в Вене. В память о ней в церкви при императорском дворе возвели «замок печали» (лат. castrum dolorum) — временный деревянный памятник. В год её смерти иезуиты издали шесть эпитафий. Согласно завещанию Элеоноры, её останки были положены в обыкновенный деревянный гроб, который поставили у подножия гроба Леопольда I. Сердце императрицы было изъято и поставлено в сосуде в Лоретанской капелле, в церкви августинцев в Вене. В свинцовый барочный гроб работы скульптора Бальтазара Фердинанда Моля останки Элеоноры в августе 1755 года перенесла её внучка, императрица Мария Терезия, так, как старый деревянный гроб сильно обветшал.

## Комментарии
1. ↑  Летом 1701 года от имени Элеоноры Магдалины иезуитом Вольфом было предпринято сватовство. Императрица выразила желание получить для эрцгерцога Карла одну из русских царевен. В Москве изготовили портреты дочерей царя Ивана — одиннадцатилетней Екатерины, девятилетней Анны и семилетней Прасковьи. Однако продолжения этот проект не имел[7].